# 親衛隊第10師
親衛隊第10師“弗倫茨貝格”是武裝親衛隊的一個裝甲師。該師以神聖羅馬帝國將領格奧爾格·馮·弗倫茲貝格命名。
該師的首次戰鬥是在1944年4月的烏克蘭。之後，該師被調至西線並被投入到於法國與同盟國的戰鬥中，其中就參與了安恆戰役。其後，該師又被調至波美拉尼亞。在戰爭的最後階段，該師一直在柏林東南的盧薩蒂亞地區戰鬥直至戰爭結束。

## 名称
該師最初打算命名為“查理曼”，但最終以16世紀國土傭僕的領導人格奧爾格·馮·弗倫茨貝格的名字命名。與其他親衛隊部門的名稱相似，例如：親衛隊第9裝甲師“霍亨施陶芬”、親衛隊第7志願山地師“歐根親王”，弗倫茨貝格這個名字是為了表现德國（以及奥地利）歷史上的傑出事件和人物。
這個名字也反映了親衛隊內部關於武裝親衛隊軍事模范的爭論。雖然海因里希·希姆萊以条顿騎士為榜樣，但其他親衛隊領導人，包括戈特洛布·贝格尔、菲利克斯·施泰納和奧斯卡·迪勒萬格，更喜歡國土傭僕人物。格茨·冯·贝利欣根和弗洛里安·蓋爾的命名也應在這一背景下進行命名的。

## 战斗序列
- 親衛隊第10裝甲營
- 親衛隊第21裝甲擲彈兵團
- 親衛隊第22裝甲擲彈兵團
- 親衛隊第10裝甲砲兵團
- 親衛隊第10摩托化團
- 親衛隊第10偵察營
- 親衛隊第10反戰車營
- 親衛隊第10突擊營
- 親衛隊第17工兵營
- 親衛隊第17通訊營
- 親衛隊第10防空營
- 親衛隊第17火箭營
- 親衛隊第17補給部隊

## 知名人物
- 君特·格拉斯，諾貝爾文學獎得主。根據他自己的陳述和他的戰俘檔案，從1944年11月10日完成基本軍事訓練到1945年4月20日受傷，在該工廠擔任裝填手。他直到2006年8月才透露這一點。
- 康拉德·邁耶，德國農業科學家，也是德國科學空間規劃的創始人，也是《東部總體規劃》部分規劃的合著者，他於1945年4月被調到該師，擔任親衛隊高級軍官。